# Myslovitz (singel)
Myslovitz – pierwszy singel wydany przez grupę Myslovitz.

## Lista utworów
| 1. | "Myslovitz" | 3:55  |
|    |             |       |
|    |             | 03:55 |
|    |             |       |